# Gefecht von García Hernández
Bailén –  Roliça –Vimeiro – Saragossa (1808) – Burgos (Gamonal) – Medina de Rioseco – Espinosa –  Tudela – Somosierra – Saragossa (1809) – La Coruña – Torres Vedras – Valls – Braga –  Oporto –  Talavera – Ocaña – Gerona – Ciudad Rodrigo (1810) – Buçaco – Gévora – Barrosa – Badajoz (1811) – Fuentes de Oñoro – La Albuera – Tarragona (1811) – Sagunt (Murviedro) – Ciudad Rodrigo (1812) – Badajoz (1812) –  Majadahonda – Salamanca – García Hernández –  Venta del Pozo – Vitoria – 
Sorauren – San Sebastián – Bidassoa
Das Gefecht von García Hernández fand einen Tag nach der Schlacht von Salamanca am 23. Juli 1812 in der Umgebung des heutigen Ortes Garcihernández in Spanien statt.
Die schwere Kavalleriebrigade der britischen Deutschen Legion (King’s German Legion) unter Generalmajor von Bock attackierte die französische Nachhut und zerschlug nacheinander drei französische Karrees.

## Verlauf
Unter direktem Befehl Wellingtons trafen am 23. Juli die leichte Kavalleriebrigade unter Generalmajor Anson und die schwere Dragonerbrigade der Legion unter Generalmajor von Bock (1. und 2. Regiment King’s German Dragoons) auf die gut postierte französische Nachhut aus Artillerie, Kavallerie und einigen Bataillonen Infanterie, die unmittelbar von Brigadegeneral Maximilien Foy befehligt wurde, der nach dem Debakel von Salamanca anstelle des verwundeten Marmont den Oberbefehl über das französische Heer übernommen hatte. Lord Wellington befahl den Angriff auf die gegnerische Kavallerie, die sich unter dem Angriff von Ansons Brigade und angesichts der nachrückenden Dragoner zurückzog. Die dritte, linke Schwadron unter Rittmeister Gustavus von der Decken beschloss spontan, dem Flankenfeuer der nahestehenden Infanterie durch einen Angriff auf dieselbe zu begegnen. Von der Decken und Leutnant Voss starben im Kugelhagel des Karrees und Rittmeister von Uslar-Gleichen übernahm die Führung und setzte den Angriff fort. Es gelang den Dragonern, die französischen Bajonette trotz heftigen Abwehrfeuers zu erreichen. Ein Pferd, das mit seinem toten Reiter zu nah an das Karree herangekommen war, wurde zu spät getroffen und stürzte unmittelbar auf das kniende erste Glied der französischen Infanterie, was in der Schützenlinie kurzzeitig für Unordnung sorgte. Dies nutzten die Angreifer aus, drangen durch die Lücke in das Karree ein und zerschlugen es.
Rittmeister von Reitzenstein wurde von diesem Erfolg angeregt, mit seiner zweiten Schwadron das zweite Karree am Hügelkamm zu attackieren. „Er wurde von starkem und zerstörerischen Abwehrfeuer empfangen, in dem Leutnant Heugel fiel und Leutnant Tappe schwer verwundet wurde. Allerdings war die Moral der französischen Infanterie erschüttert, da sie soeben mit angesehen hatte, wie ihre Kameraden auf so fürchterliche Weise überrannt worden waren, und als einige ängstliche Individuen die Formation verließen, eilte Reitzenstein mit seinen ihm bereitwillig folgenden Leuten hinein; das Karree brach und der größere Teil des Bataillons wurde niedergehauen oder gefangen genommen.“
Die Reste der beiden zerschlagenen Karrees bildeten ein drittes Karree, welches von der dritten Schwadron unter Rittmeister Baron Marschalck und Teilen der zweiten unter Leutnant Fumetty ebenfalls gebrochen und komplett aufgerieben wurde.
Ein weiterer Angriff auf das vierte, von den flüchtenden Infanteristen gebildete Karree blieb erfolglos, da die Dragoner zu stark dezimiert und erschöpft waren. Im Hagel aus Musketenkugeln und Steinen wurde Rittmeister von Uslar getötet und Leutnant Fumetty verwundet. Die Dragoner sahen von weiteren Angriffen ab.

## Verluste
Auf der Seite der Briten starben vier Offiziere, darunter die beiden deutschen Dragonerrittmeister; zwei Leutnants wurden verwundet. Von den Unteroffizieren und Mannschaften wurden 48 Mann getötet und 56 verletzt. 67 Pferde starben, 46 wurden verwundet. Dazu gerieten sechs Mann in Gefangenschaft und vier Pferde wurden erbeutet.

## Folgen
Bemerkenswert an diesem Gefecht ist die Tatsache, dass es einer reinen Kavallerieeinheit gelang, eine in Karrees aufgestellte, gut geführte Infanterieeinheit zu schlagen.
Wellington schreibt in seinem Bericht vom 24. Juli 1812 an Bathurst:
„We renewed the pursuit at break of day in the morning with the same troops, and Major General Bock's and Major General Anson's brigades of cavalry, which joined during the night; and, having crossed the Tormes, we came up with the enemy's rear of cavalry and infantry near La Serna. They were immediately attacked by the 2 brigades of dragoons, and the cavalry fled, leaving the infantry to their fate. I have never witnessed a more gallant charge than was made on the enemy's infantry by the heavy brigade of the King's German Legion, under Major General Bock, which was completely successful; and the whole body of infantry, consisting of 3 battalions of the enemy's 1st division, were made prisoners.“
(„Wir nahmen mit Anbruch des Tages mit denselben Truppen, und Generalmajor Bocks und Generalmajor Ansons Kavalleriebrigaden, die sich uns während der Nacht angeschlossen hatten, erneut die Verfolgung auf, und nachdem wir den Tormes überquert hatten, trafen wir in der Nähe von La Serna auf die feindliche Nachhut mit Kavallerie und Infanterie. Sie wurden sofort von zwei Brigaden der Dragoner angegriffen und die Kavallerie floh, die Infanterie ihrem Schicksal überlassend. Ich habe nie einen tapfereren Angriff auf feindliche Infanterie gesehen, als diesen, geführt durch die schwere Brigade der King's German Legion unter Generalmajor Bock, welcher absolut erfolgreich war; und die gesamte Truppe der Infanterie, bestehend aus drei Bataillonen der feindlichen ersten Division wurden gefangen genommen.“)
Für die King’s German Legion war García Hernández ein einschneidendes Ereignis. In Anerkennung der Leistung der Dragoner wurden die Offiziere der gesamten Legion durch eine Verfügung des britischen War Office vom 10. August 1812 den in der regulären britischen Armee dienenden Offizieren salärsmäßig rückwirkend ab dem Datum ihrer letzten Beförderung gleichgestellt.
Die Dragoner der Legion erhielten beim Einzug in Madrid kurze Zeit später den Ehrenplatz und führten die Parade an.